# Tušická Nová Ves
Tušická Nová Ves é um município da Eslováquia, situado no distrito de Michalovce, na região de Košice. Tem 4,33 km² de área e sua população em 2018 foi estimada em 532 habitantes.

## Demografia
| Ano:        | 1994 | 2004   | 2014   | 2024   |
| ----------- | ---- | ------ | ------ | ------ |
| Broj ljudi: | 622  | 585    | 555    | 506    |
| Razlika:    |      | -5,94% | -5,12% | -8,82% |

| Ano:               | 2023 | 2024   |
| ------------------ | ---- | ------ |
| Número de pessoas: | 509  | 506    |
| Diferença:         |      | -0,58% |